# 존 블루솔

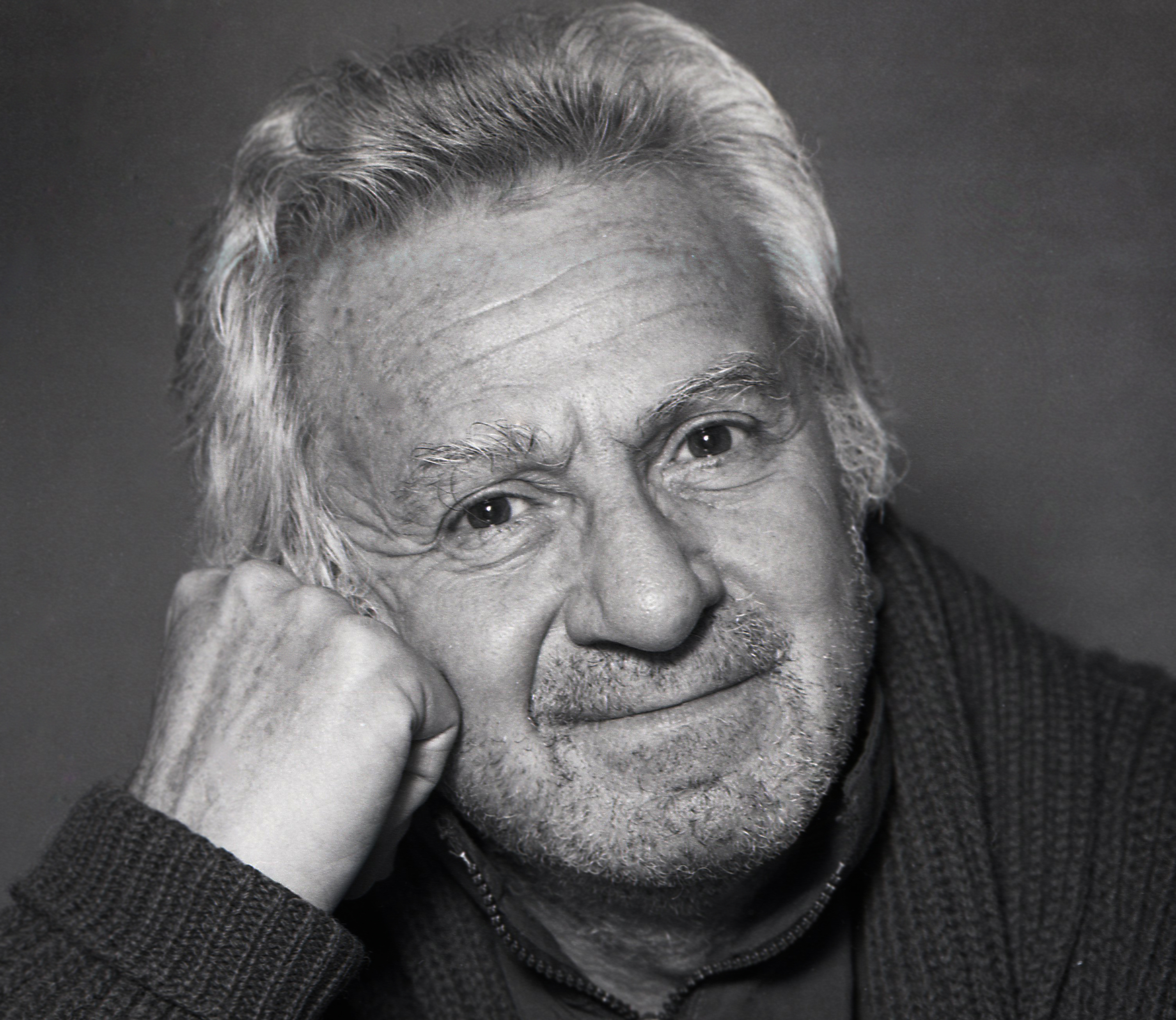

존 블루솔(John Bluthal, 1929년 8월 12일~2018년 11월 15일)은 폴란드 제2공화국에서 태어난 오스트레일리아의 배우, 각본가이다.
갈리치아에서 태어났다.

## 영화
- 헤일, 시저!(2016년) - 마르커스 교수 역
- 러브스 브라더(2004년)
- 세월(1999년)
- 다크 시티(1998년) - 칼 해리스 역
- 알피엠(1997년)
- 제5원소(1997년)
- 라비린스(1986년)
- 캡틴 인빈서블의 귀환(1983, The Return of Captain Invincible)
- 슈퍼맨 3(1983년)
- 핑크 팬더 3 - 돌아온 핑크 팬더(1974년)
- 디그비, 더 비기스트 도그 인 더 월드(1973년)
- 캐리 온 헨리(1971년)
- 007 카지노 로얄(1967년)
- 퍼니 씽 해펀드 온 더 웨이 투 더 포럼(1966년)
- 낵 앤 하우 투 겟 잇(1965년)
- 헬프!(1965년)
- 약소국 그랜드 펜윅 이야기 2(1963년)
- 세인트(영어판) (1962년)